# Radinoderus toxopei
Radinoderus toxopei är en tvåvingeart som beskrevs av Alexander 1959. Radinoderus toxopei ingår i släktet Radinoderus och familjen Tanyderidae. Inga underarter finns listade i Catalogue of Life.